# Rutherford Appleton Laboratory

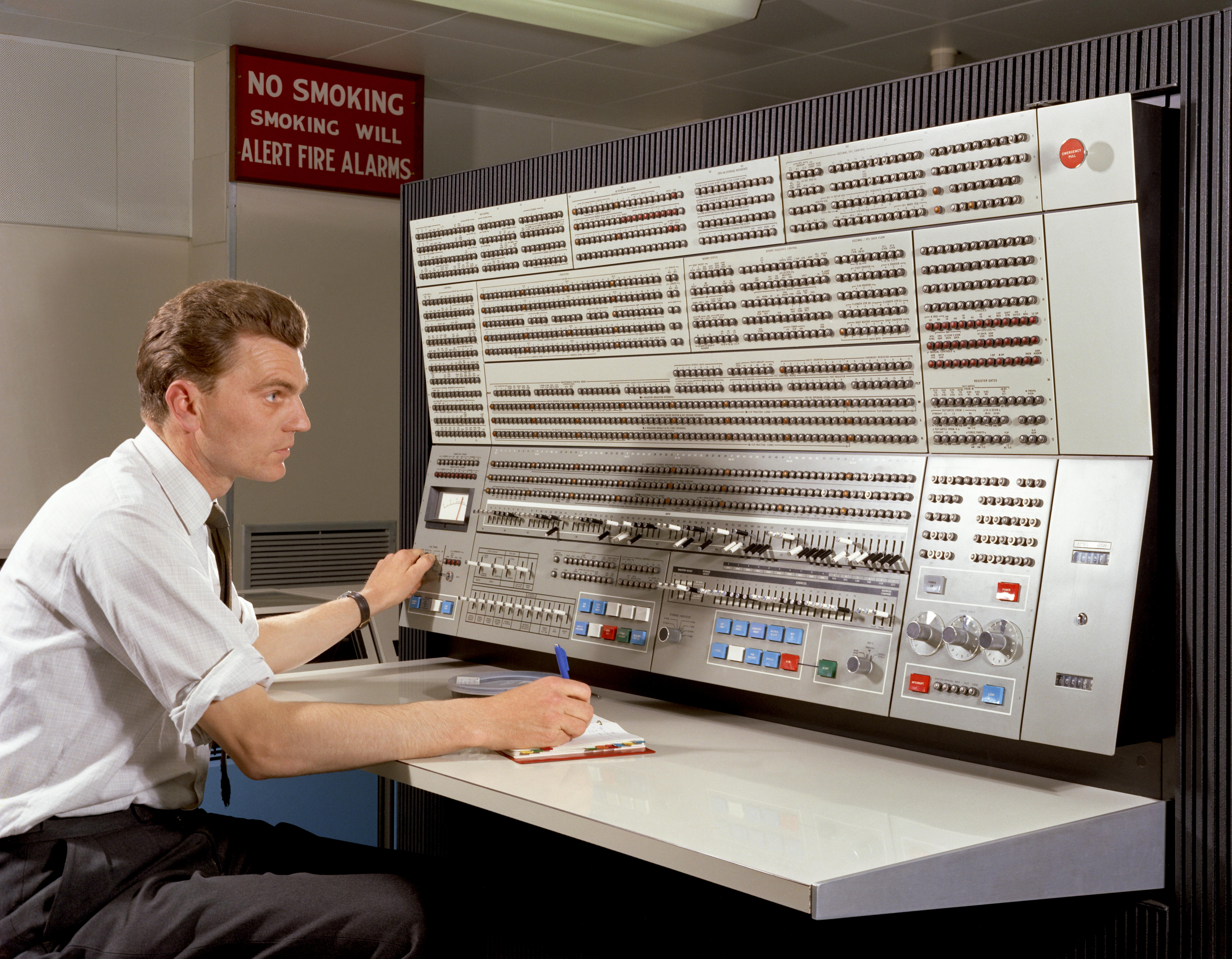
360 Computer Console, Atlas Centre, R27, Rutherford Laboratory, 1967

Das Rutherford Appleton Laboratory (RAL) ist ein Forschungszentrum des britischen Sciences and Technology Facilities Council (STFC) bei Chilton nahe Didcot in Oxfordshire. 
Es ist nach Ernest Rutherford und Edward Victor Appleton benannt und entstand 1957 als Rutherford High Energy Laboratory des National Institute for Research in Nuclear Science (NIRNS), um den 50-MeV-Linearbeschleuniger für Protonen zu übernehmen, der zuvor zum benachbarten Harwell Forschungszentrum des Atomic Energy Research Establishment (AERE) gehörte. Auch das RAL liegt auf dem Gelände des heutigen Harwell Science and Innovation Campus zwischen Harwell und Chilton (ursprünglich auf einem alten Flugfeld der Royal Air Force). Zwischen 1964 und 1978 wurde vom RAL das 7-GeV-Protonen-Synchrotron Nimrod betrieben. Teile davon werden heute in der ISIS Spallations-Neutronenquelle des RAL als Teil des Protonen-Linearbeschleunigers benutzt, mit dem die Neutronen und Myonen der Quelle erzeugt werden. ISIS besteht seit 1985.
Das RAL hat einen festen Mitarbeiterstamm von rund 1.200 Personen (2011), an den Projekten des Labors arbeiten aber rund 10.000 Wissenschaftler und Ingenieure verschiedener Universitäten.
Im Labor ging 1975 das Atlas Computer Laboratory im benachbarten Harwell auf und 1979 das benachbarte Appleton Laboratory, wonach das Labor sowohl nach Rutherford als auch nach Appleton benannt wurde. Auch Teile des 1998 geschlossenen Royal Greenwich Observatory zogen hierher ebenso wie die Laserabteilung aus dem Joint European Torus in Culham, die den Grundstock der Central Laser Facility des RAL bildete. Zu diesem gehört auch der Vulcan-Laser, mit dem unter anderem Experimente zur Trägheitsfusion unternommen werden. Außerdem gehört die 2007 eröffnete Synchrotronstrahlungsquelle Diamond Light Source zum RAL.
RAL ist an verschiedenen internationalen Projekten zur Teilchenphysik beteiligt (allerdings nicht direkt am LHC des CERN, wo die britische Beteiligung anders geregelt ist) und auch an Weltraumprojekten (Bau und Test von Satellitenteilen). Angeschlossen sind auch Rechenzentren mit Grid-Computing.